# Perfosfamida
Perfosfamida (DCI), 4-Hidroperoxiciclofosfamida ou 4-hidroperoxifosfamida, abreviado como 4-HC, é o composto químico de fórmula C7H15C12N2O4P com massa molecular 293,08686. É um metabólito da ciclofosfamida.
A 4-hidroperoxiciclofosfamida é uma oxazafosforina]que é rapidamente convertida sem envolvimento enzimático a 4-hidroxiciclofosfamida, possuindo atividade antitumoral.